# 1999년 텔레비전 애니메이션 목록
다음은 1999년에 방송된 텔레비전 애니메이션이다.

## 대한민국
| 제목              | 화수 | 방송 기간                          | 채널 | 비고     |
| ----------------- | ---- | ---------------------------------- | ---- | -------- |
| 레스톨 특수구조대 | 26   | 1999년 1월 29일 ~ 7월 23일         | KBS2 |          |
| 검정고무신        | 1    | 1999년 9월 24일                    | KBS2 | 추석특집 |
| 붕가부            | 1    | 1999년 9월 25일                    | KBS2 | 추석특집 |
| 마일로의 대모험   | 26   | 1999년 11월 26일 ~ 2000년 5월 12일 | KBS2 |          |

## 일본
| 제목                                    | 화수 | 방송 기간         | 채널     | 비고 |
| --------------------------------------- | ---- | ----------------- | -------- | ---- |
| 성계의 문장                             |      | 1999년 1월 2일~   | WOWOW    |      |
| 마이크로맨                              |      | 1999년 1월 4일~   | TV도쿄   |      |
| 우주해적 미토의 대모험                  |      | 1999년 1월 4일~   | TV도쿄   |      |
| 폭구연발!! 슈퍼 비다맨                  |      | 1999년 1월 4일~   | TV도쿄   |      |
| 일본제일 남자의 혼                      |      | 1999년 1월 5일~   | TBS      |      |
| 히미코전                                |      | 1999년 1월 6일~   | TV도쿄   |      |
| 잘 나가는 두 사람                       |      | 1999년 2월 2일~   | TBS      |      |
| 비스트 워즈 네오                        |      | 1999년 2월 3일~   | TV도쿄   |      |
| 초발명BOY 카니팡                        |      | 1999년 2월 5일~   | TV도쿄   |      |
| 빅토리 구슬동자                         |      | 1999년 2월 7일~   | 나고야TV |      |
| 꼬마마법사 레미                         |      | 1999년 2월 7일~   | TV아사히 |      |
| 신풍괴도 잔느                           |      | 1999년 2월 13일~  | TV아사히 |      |
| 디지몬 어드벤처                         |      | 1999년 3월 7일~   | 후지TV   |      |
| 투하트                                  |      | 1999년 4월 1일~   | 선TV     |      |
| 베터맨                                  |      | 1999년 4월 1일~   | TV도쿄   |      |
| 고쿠도군 만유기                         |      | 1999년 4월 2일~   | TV도쿄   |      |
| 신팔검전                                |      | 1999년 4월 3일~   | TV도쿄   |      |
| 파워스톤                                |      | 1999년 4월 3일~   | TBS      |      |
| 몬스터팜                                |      | 1999년 4월 3일~   | TBS      |      |
| 무퐁                                    |      | 1999년 4월 3일~   | TV아사히 |      |
| 가라! 우주전함 야마모토 요코            |      | 1999년 4월 4일~   | TV도쿄   |      |
| 주베이짱 -러블리 안대의 비밀-           |      | 1999년 4월 5일~   | TV도쿄   |      |
| 아크 더 래드                            |      | 1999년 4월 5일~   | WOWOW    |      |
| 수지짱과 마비                           |      | 1999년 4월 5일~   |          |      |
| 에덴즈 보위                             |      | 1999년 4월 6일~   | TV도쿄   |      |
| D4 프린세스                             |      | 1999년 4월 6일~   | WOWOW    |      |
| 천사가 될거야!                          |      | 1999년 4월 7일~   | TV도쿄   |      |
| A.D. POLICE                             |      | 1999년 4월 7일~   | TV도쿄   |      |
| 성방천사 엔젤링크스                     |      | 1999년 4월 7일~   | WOWOW    |      |
| 듀얼! 페러렐룬룬 이야기                 |      | 1999년 4월 8일~   | WOWOW    |      |
| 커렉터 유이                             |      | 1999년 4월 9일~   | NHK교육  |      |
| ∀건담                                   |      | 1999년 4월 9일~   | 후지TV   |      |
| 쾌감 프레이즈                           |      | 1999년 4월 20일~  | TV도쿄   |      |
| 붕붕차차                                |      | 1999년 4월 29일~  | NHK BS2  |      |
| 마장기신 사이버스터                     |      | 1999년 5월 3일~   | TV도쿄   |      |
| 일본제일 남자의 혼 2                    |      | 1999년 5월 3일~   | TBS      |      |
| GTO                                     |      | 1999년 6월 30일~  | 후지TV   |      |
| 왕부리 팅코                             |      | 1999년 7월 1일~   | 후지TV   |      |
| 하급생                                  |      | 1999년 7월 1일~   | 선TV     |      |
| 메다로트                                |      | 1999년 7월 2일~   | TV도쿄   |      |
| 선계전 봉신연의                         |      | 1999년 7월 3일~   | TV도쿄   |      |
| 바바파파 세계를 돌다                    |      | 1999년 7월 5일~   | NHK교육  |      |
| 마법쓰고 싶어!                          |      | 1999년 7월 7일~   | WOWOW    |      |
| 과장왕자                                |      | 1999년 7월 8일~   | WOWOW    |      |
| 우주해적 미토의 대모험 두 사람의 여왕님 |      | 1999년 7월 12일~  | TV도쿄   |      |
| 사랑의 약초산 이야기                    |      | 1999년 8월 1일~   |          |      |
| 코우메짱이 간다!!                       |      | 1999년 8월 1일~   |          |      |
| 조이드                                  |      | 1999년 9월 4일~   | TBS      |      |
| COLORFUL                                |      | 1999년 9월 4일~   | TBS      |      |
| 동키콩                                  |      | 1999년 10월 1일~  | TV도쿄   |      |
| 마술사 오펜 -Revenge-                   |      | 1999년 10월 2일~  | TV도쿄   |      |
| 슈퍼 사이보그 네로                      |      | 1999년 10월 2일~  | TV도쿄   |      |
| 구루구루타운은 하나마루군               |      | 1999년 10월 3일~  | TV도쿄   |      |
| 위기일발 소녀들                         |      | 1999년 10월 4일~  | TBS      |      |
| 자폭군                                  |      | 1999년 10월 5일~  | TV도쿄   |      |
| 지구방위기업 다이가드                   |      | 1999년 10월 5일~  | TV도쿄   |      |
| 강철천사 쿠루미                         |      | 1999년 10월 5일~  | WOWOW    |      |
| 오미시 마법극장 리스키☆세이프티         |      | 1999년 10월 5일~  | WOWOW    |      |
| 무한의 리바이어스                       |      | 1999년 10월 6일~  | TV도쿄   |      |
| 세라핌 콜                               |      | 1999년 10월 6일~  | TV도쿄   |      |
| 비스트 워즈 메탈스 초생명체 트랜스포머  |      | 1999년 10월 6일~  | TV도쿄   |      |
| Blue Gender                             |      | 1999년 10월 7일~  | TBS      |      |
| 엑셀 사가                               |      | 1999년 10월 7일~  | TV도쿄   |      |
| 트러블 초콜릿                           |      | 1999년 10월 8일~  | JFN      |      |
| 어둠의 인형사 사콘                      |      | 1999년 10월 8일~  | WOWOW    |      |
| THE 빅오                                |      | 1999년 10월 13일~ | WOWOW    |      |
| 지금, 거기에 있는 나                    |      | 1999년 10월 14일~ | WOWOW    |      |
| 이니셜D Second Stage                    |      | 1999년 10월 15일~ | FNS      |      |
| 헌터×헌터                               |      | 1999년 10월 16일~ | 후지TV   |      |
| 미래소년 코난II 타이가 어드벤처         |      | 1999년 10월 16일~ | TBS      |      |
| 알고있나! 월광가면군                    |      | 1999년 10월 17일~ | TV도쿄   |      |
| 와일드 암즈 트와일라잇 베놈             |      | 1999년 10월 18일~ | WOWOW    |      |
| 레레레 천재 바카본                      |      | 1999년 10월 19일~ | TV도쿄   |      |
| 원피스                                  |      | 1999년 10월 20일~ | 후지TV   |      |
| 빅쿠리맨 2000                           |      | 1999년 11월 1일~  | TV도쿄   |      |
| 디지캐럿                                |      | 1999년 11월 12일~ | TBS      |      |
| 몽키매직                                |      | 1999년 12월 31일~ | TV도쿄   |      |

## 참고 문헌
- 야마구치 야스오 (2005). 《일본 애니메이션 역사》. 미술문화. 252-253쪽.